# Drymoanthus adversus
Drymoanthus adversus är en orkidéart som först beskrevs av Joseph Dalton Hooker, och fick sitt nu gällande namn av Alick William Dockrill. Drymoanthus adversus ingår i släktet Drymoanthus och familjen orkidéer. Inga underarter finns listade i Catalogue of Life.